# Danthonia melanathera
Danthonia melanathera är en gräsart som först beskrevs av Eduard Hackel, och fick sitt nu gällande namn av Bernardello. Danthonia melanathera ingår i släktet knägrässläktet, och familjen gräs. Inga underarter finns listade i Catalogue of Life.